# Дубравка Чешская
Дубравка, известная также как Добрани, или Домбру́вка, (чеш. Doubravka, пол. Dąbrówka; умерла в 977) — дочь чешского князя Болеслава I, представительница династии Пржемысловичей, княгиня польская.

## Биография
В 965 году вышла замуж за первого князя Польши Мешко I, который вскоре принял христианство. Крещение осуществил чешский епископ Богувид (Bohuwid). Дубравка много содействовала распространению христианства в Польше. Умерла в 977 году, похоронена в Соборе Успения Пресвятой Девы Марии в Гнезно.
Хронист Козьма Пражский в «Чешской хронике» в XII веке критически оценивал Дубравку: «Будучи уже в преклонном возрасте, она вышла замуж за польского князя, сняла при этом со своей головы убор и надела девичий венец, что было большим безрассудством с её стороны».
У Дубравки и Мешко было двое детей: Болеслав I Храбрый и дочь Святослава, жена короля Швеции Эрика VI Победоносного, после смерти которого стала женой датского короля Свена I Вилобородого.